# Ігнасіо Родрігес (футболіст)
Ігнасіо Родрігес Баена (ісп. Ignacio Rodríguez Bahena, нар. 12 червня 1956, Сакатепек — 19 травня 2025) — мексиканський футболіст, що грав на позиції воротаря, зокрема, за клуб «Атланте», а також національну збірну Мексики. 
По завершенні ігрової кар'єри — тренер.

## Клубна кар'єра
У дорослому футболі дебютував 1976 року виступами за команду «Сакатепек» з рідного міста. За два роки став її основним голкіпером і взяв участь у 107 матчах чемпіонату. 
Сезон 1981/82 провів в «Атлетіко Морелія», після чого приєднався до «Атланте». Був основним воротарем столичної команди протягом семи сезонів. 1983 року став у її складі володарем Кубка чемпіонів КОНКАКАФ.
Завершив ігрову кар'єру у команді «УАНЛ Тигрес», за яку виступав протягом 1992—1994 років.

## Виступи за збірну
1980 року провів одинадцять офіційних матчів у складі національної збірної Мексики.
Згодом за збірну не виступав. Був у її заявці на домашньому для мексиканців чемпіонаті світу 1986, утім лише як один з резервистів Пабло Ларіоса і на поле не виходив.

## Кар'єра тренера
Розпочав тренерську кар'єру, повернувшись до футболу після невеликої перерви, 1999 року, увійшовши до тренерського штабу клубу «Некакса».
Згодом працював асистентом головних тренерів команд «Коррекамінос», «Чьяпас» та «Ірапуато». Протягом частини 2011 року був головним тренером останньої команди, після чого у 2011–2012 роках очолював команди «Коррекамінос» та «Веракрус».

## Титули і досягнення
- Володар Кубка чемпіонів КОНКАКАФ (1):

«Атланте»: 1983